# Mocedades
Mocedades es un grupo musical español formado en 1967 en Bilbao. Representaron a España en el Festival de la Canción de Eurovisión 1973 con «Eres tú», canción que se convirtió en uno de los mayores éxitos del festival, entrando en las listas de ventas de varios países incluyendo Estados Unidos.
En 1993 exmiembros formaron El Consorcio, encabezado por Amaya Uranga y Carlos Zubiaga, a los que se unieron Sergio y Estíbaliz e Iñaki Uranga.  
Pero Mocedades siguió su andadura con un ir y venir de componentes, siendo Javier Garay e Izaskun Uranga los que lo lideraron, hasta que la última abandonó el grupo y creó un Mocedades propio, hecho que fue posible porque ambos cantantes tenían registrada la marca Mocedades.

## Biografía

### Antecedentes
Anterior a Mocedades, varios de sus integrantes formaban parte de otros grupos: Amaya, Izaskun y Estíbaliz Uranga, de las Hermanas Uranga, que cantaban en una parroquia, y luego en festivales; Javier Garay, de Los Fínifes, Sergio Blanco, de Los Mitos, etc. Poco a poco se acabaron uniendo y formaron un nuevo grupo, Voces y Guitarras. Después de hacer pequeñas actuaciones por localidades de su provincia, Vizcaya, deciden enviar una maqueta con temas a dos discográficas de Madrid, firmaron con Zafiro, donde estaba Juan Carlos Calderón. Este se puso en contacto con ellos, y pasó a ser su productor durante once años. 
Cambian su nombre a Mocedades, comenzando a tener su primer éxito, «Pange lingua» en 1969, y años después con «Eres tú». Con este tema representaron a Televisión Española en el Festival de la Canción de Eurovisión 1973, consiguiendo la segunda posición con 125 puntos, la segunda puntuación más alta obtenida en la historia de España en Eurovisión. Pero, la repercusión de esta composición vendría un año más tarde cuando llegó al noveno lugar en la lista de éxitos en Estados Unidos. La canción que tuvo versión, en inglés, francés, alemán e italiano, y años después en vasco, es un símbolo en la historia de la música española. Entre sus muchos reconocimientos, fue elegida por votación popular en los Países Bajos en 2004 como el mejor tema de la historia de Eurovisión, y fue nombrada el undécimo mejor tema de la historia del festival en el 50.º aniversario de Eurovisión, Congratulations. No fue su única aventura festivalera. En 1974 enviaron el tema «Addio amor» al Festival de San Remo, aunque en esta ocasión no tuvieron tanta suerte. «Addio amor» se convertiría en «Adiós amor» para el álbum Mocedades 4.
Después, coparon las listas de éxitos en Hispanoamérica y España con temas tales como «Tómame o déjame», «Otoño», «La otra España», «Secretaria», «Sólo era un niño», «¿Quién te cantará?» y «El vendedor».
En 1980 con el álbum Amor acabaron el contrato con la discográfica Zafiro, y firmaron con CBS (hoy Sony), con Óscar Gómez como productor, y el disco, Desde que tú te has ido (1981). Lograron éxitos como Amor de hombre (más de 500 000 copias vendidas en España), La música 15 años de música... En 1992 Mocedades concluyó con Íntimamente el contrato discográfico, y con la discográfica DiscMedi grabaron el disco Suave luz (1995) y con Walt Disney Records, Mocedades canta a Walt Disney (1997), el vigésimo primer álbum del grupo y vigésimo álbum de estudio. En 2007 publicaron Mocedades canta a Juan Luis Guerra, en Hispanoamérica, inédito en España. En junio de 2012 anunciaron en su página web el lanzamiento de un nuevo álbum y colocaron a disposición los temas «Diluvio universal» y «Fue mentira» en iTunes.

### División en dos grupos y polémica
Una enfermedad de Izaskun Uranga y desavenencias entre sus miembros que provocaron el reemplazo de dos componentes, abortaron en 2013 los planes del nuevo álbum. Y en 2014, se produjo la división en el grupo, quedándose Javier Garay con los integrantes de la última formación más una incorporación e Izaskun, uniéndose a los miembros del grupo que marcharon en 2013 y añadiendo dos componentes nuevos.
Sobre la división del grupo, Javier declaró: «Izaskun ha decidido separarse de mí y montar su grupo aparte... Todos los que estábamos en México en mayo seguimos aquí excepto Izaskun que es la única que se ha marchado. ¿Cómo se puede decir alegremente que yo no soy o estoy en Mocedades? Lo soy y estaré mientras no diga lo contrario». Por su parte Izaskun dijo: «Cada uno puede hacer lo que quiera. Otra cosa es que a mí... el homologado total es el nuestro... porque el otro Mocedades ha celebrado solo trece actuaciones en toda su vida, y nosotros celebramos el 45.º aniversario... y además, sin una Uranga...» en referencia a la formación de Javier, terminando diciendo que es el público el que debe juzgar. 
Según los documentos legales, a expensas de posibles decisiones judiciales, tanto Izaskun como Javier (y también el resto de los seis históricos, Amaya Uranga, Carlos Zubiaga y José Ipiña, sin contar al fallecido Roberto Uranga) tienen derecho registrado a utilizar el nombre Mocedades, por lo que a partir de este momento existirían legal y oficialmente dos formaciones con el nombre Mocedades. Posteriormente, Javier Garay denunció en el foro de su web del grupo que Izaskun había denunciado la página de Facebook de la formación de Javier provocando su eliminación. La página de Facebook volvió a estar activa pocos días después del comunicado. Respecto al tema, Izaskun declaró posteriormente en una entrevista: «Solo hay un Mocedades y un Consorcio. Hay gente que puede decir otra cosa, pero si es así, nos veremos en los tribunales.»
La escalada dialéctica continuó en abril de 2015. Uno de los miembros de la formación de Izaskun declaró en una entrevista a México, acerca de la ruptura del grupo: «¿Cuál ruptura? Son falsas informaciones de internet. Sólo hay dos grupos, y uno se llama Mocedades y otro El Consorcio. [...] Hay otro grupo que se quiere autodenominar Mocedades. Está claro que Mocedades es un solo grupo y una marca registrada. Tenemos la antigüedad, la discográfica y todo. Ha habido una pequeña polémica inducida por una persona que cree que puede venir a engañar a los mexicanos. Los otros son unos desconocidos que quieren defraudar al público, los pararemos sin ningún tipo de miramientos.» Acerca de si emprenderían acciones legales, contestó: «En España se emprendieron en su tiempo, ya no se presentan. Les vamos a cerrar un Facebook que a base de pagar han querido autodenominarse como cuenta verificada, pero nuestro Facebook siempre ha sido Mocedades Oficial.» La contestación de Javier Garay al mismo medio fue: «Todo lo que ha dicho este señor en la entrevista que yo he leído en cuanto a este grupo es una absoluta mentira. [...] Este señor se permite decir, que somos un fraude de grupo, que nos autodenominamos Mocedades porque sí, este es Mocedades y de aquí salió Izaskun para hacer otro Mocedades. Es absoluta mentira lo que ha contado de que nos van a cerrar el Facebook, ya nos lo denunciaron hace dos meses, y tuve que presentar toda la documentación y lo volvieron a abrir porque vieron la documentación. Este señor está diciendo que nos van a denunciar o algo así, yo estoy deseando que lo hagan, porque en ese momento y delante de un juez, se van a enterar quién es Mocedades y quiénes tenemos el nombre que somos los seis que estuvimos en Eurovisión en partes iguales. [...] quizá les hace falta decir que son los únicos para eliminar competencia o no lo sé, pero es mentira, están mintiendo descaradamente. [...] Yo no me voy a cambiar de nombre. Somos seis propietarios de marca y por ley podía haber seis Mocedades, evidentemente eso al público le crearía un problema porque no sabrían cuál elegir pero yo no soy el causante de esto... yo seguiré con Mocedades de Javier Garay y los demás que pongan el Mocedades que quieran. Si esto se complica demasiado será el juez quien lo decida.» La contrarréplica de Izaskun fue: «Si hay más gente que quiere utilizar el nombre Mocedades, tendrá que demostrar que está a la altura de lo que es estar en Mocedades, cosa que no ocurre. [...] Yo soy fundadora, soy dueña del nombre, junto con otros, y solo por el tiempo de carrera que llevo me puedo permitir el lujo de decir quién sí y quién no».
Trabajo de las dos formaciones
La formación liderada por Izaskun Uranga debutó en junio de 2014 iniciando una serie de conciertos por España, acabando su gira en Bilbao en el teatro Campos. Posteriormente se marchan a México donde realizan una exitosa gira por varias ciudades de país y graban un disco con el compositor mexicano Aveldaño. Terminan el año con una gira por Colombia y con dos conciertos en España. Con estos dos conciertos el grupo realiza en seis meses más de treinta conciertos. En 2015, el grupo recorre varios teatros españoles, y se presenta en Barcelona tras más de veinte años sin actuar en esta ciudad, y en Madrid tras quince años. En abril vuelven a América con una pequeña gira por Ecuador y México. Para mayo y junio realizan diversos conciertos por España. En el verano de 2015 tras un par de conciertos en España se trasladan a Sudamérica en una nueva gira que les lleva por Paraguay y Ecuador. Tras un pequeño descanso, siguen por toda España con la gira del 45.º aniversario del grupo, y en octubre realizan una extensa gira por todo México, con lo que terminaran el año con una cifra de casi sesenta conciertos en el año, cifra que no se alcanzaban desde los años ochenta, los años dorados del grupo. En 2016, el grupa inicia el año en la Gala de TVE y en varios programas televisivos. Para continuar con su gira de 45.º aniversario. En febrero vuelven a Chile y de nuevo una gira por México. Mientras preparan su nuevo disco, realizan una gira por México en mayo, y en junio empiezan una nueva gira Mocedades sinfónico, todo un reto, donde el grupo actuará con orquestas sinfónicas. Además de preparar una serie de conciertos con Rafael Basurto, la voz de Los Panchos. Entre los meses de agosto y septiembre vuelve a gira por Estados Unidos y México. En octubre visitan Chile y presentan un nuevo disco 24 éxitos de antología.  Se trata de una recopilación en directo de un concierto realizado el año anterior en Bilbao. Es por lo tanto el segundo disco en directo del grupo después del 15 años de música. El disco es una recopilación de veinticuatro temas de la historia del grupo. Con un sonido fresco y con las nuevas voces del grupo sonando muy conjuntadas en 2017, sigue girando por toda España y Estados Unidos con la gira Mocedades sinfónico. En marzo Televisión Española emite el concierto con la orquesta sinfónica de Canarias, con una recopilación de todos los grandes éxitos. Durante todo 2017, realizan una infinidad de conciertos por toda España y México. Son más de treinta conciertos. Además despiden el año en Bilbao, con un concierto sinfónico con la orquesta sinfónica de Irún que será retransmitido por ETB. Empiezan el año 2018 con la presentación de su nuevo disco, Por amor a México. Se trata de un disco DVD con quince temas. Y varios duetos con grandes de la canción mexicana como Armando Manzanero o Aída Cuevas. Un disco grabado con muchos medios técnicos y con una gran calidad. En 2019, para celebrar el 50.º aniversario de la formación, graban un disco en directo antes más de diez mil personas y con la orquesta sinfónica, y grandes colaboraciones como Bronco, Pandora y Manzanero. Todo un disco donde se hace un recorrido a los cincuenta años del grupo. Terminan el año con el tercer disco de la trilogía mexicana, denominado Por amor a México 2, con versiones mexicanas de los éxitos del grupo y dos nuevas canciones «No volveré» y «El viajero». Para finalizar 2019, realizan una extensa gira por México en compañía de Carlos Cuevas y Jorge Muñiz. En 2022 presentan su nuevo trabajo denominado Infinito duetos con producción de Jacobo Calderón. Se trata de un trabajo formado por duetos con grandes artistas como David Bisbal, Morat, Gloria Trevi, etc., donde hacen una revisión actual de las grandes canciones del grupo 
Mientras, la formación liderada por Javier Garay realiza la grabación de un álbum con nuevas versiones de sus clásicos. El grupo liderado por Garay vuelve a los escenarios en Bilbao el 19 de septiembre de 2014, realizando conciertos en España e Hispanoamérica. En abril de 2015 publican su nuevo álbum Andar, amar... Grandes éxitos, vol. 1. En estos años desde la división de la formación, Mocedades de Izaskun lleva más de ciento veinte conciertos, con visitas a países como México, Ecuador, Chile, Argentina, Estados Unidos. Mientras que Mocedades de Javier Garay  ha realizado diversos conciertos en España y Latinoamérica.
En 2023 Mocedades fue reconocido con el premio Estrellas del Siglo.
En 2024, Mocedades sigue presentando duetos con artistas como Myriam Hernández y Edith Márquez, y en marzo presenta su primer tema inédito en más de veinte años, se trata de «peregrina» nación compuesta para el grupo, y que presentan en el teatro Metropolitano de México. Además presentan una nueva gira Eres tour con el Mariachi Vargas de Tecalitlán, que se presentará en el teatro Real de Madrid, por primera vez en la historia del grupo

## Distintas formaciones en el grupo original único

### 1967-1969: Las hermanas Uranga y Voces y guitarras
- Amaya Uranga
- Estíbaliz Uranga
- Izaskun Uranga
- Roberto Uranga
- Rafael Blanco
- Sergio Blanco
- Javier Garay
- José Ipiña
- Luis Mari Zarrabeitia
- Paco Panera

En 1967 iniciaron su actividad artística Amaya, Izaskun y Estíbaliz como el trío vocal Las hermanas Uranga, que cantaban por universidades y locales de Bilbao. Sus hermanos y otros amigos fueron acompañándolas en los ensayos, hasta que finalmente decidieran todos juntos formar un amplio grupo vocal, Voces y guitarras. Siguieron con una actividad artística similar durante los dos años siguientes, hasta que mandaron una maqueta a Madrid que llegó a manos de Juan Carlos Calderón, quien decidió contratarlos y convertirse en su productor.

### 1969-1971: La formación inicial
- Amaya Uranga
- Estíbaliz Uranga
- Izaskun Uranga
- Roberto Uranga
- Rafael Blanco
- Sergio Blanco
- José Ipiña
- Paco Panera

Cuando Voces y guitarras cambió su nombre a Mocedades y se preparaba para grabar su primer disco, Javier Garay no pudo incorporarse, pues debía realizar el servicio militar. Así los restantes ocho componentes fueron los que conformaron la formación inaugural de Mocedades. Grabaron dos discos y se presentaron al proceso de selección para elegir al representante español de Eurovisión en 1970 con dos canciones que no se publicaron en ningún álbum, «Viejo marino» (cara B de un sencillo, con Rafael Blanco de solista) y «Un mundo mejor» (inédita). La primera quedó eliminada en la semifinal de esa selección, y la segunda pasó a la final que ganó Julio Iglesias. Las reglas de Eurovisión solo permitían competir a solistas y dúos acompañados de coros en segundo plano de hasta tres personas, y el grupo Mocedades, entonces de ocho miembros, tuvo que competir en la final dejando fuera a Rafael, José y Paco, presentándose Estibaliz y Sergio como dúo principal acompañados de Amaya, Izaskun y Roberto a los coros. Se desconoce la formación exacta que por este reglamento se impuso en la semifinal al ser el solista en ella Rafael Blanco.

### 1971-1972: Los primeros cambios
- Amaya Uranga
- Estíbaliz Uranga
- Izaskun Uranga
- Roberto Uranga
- Rafael Blanco
- Sergio Blanco
- Javier Garay

A finales de 1970 y ya con dos discos en el mercado, se produjeron los primeros cambios en la formación. José Ipiña y Paco Panera marcharon al servicio militar (Paco no regresó a la formación) y en su lugar Javier Garay, que lo había terminado, se incorporó. Grabaron el tercer disco en 1971 y tres de los temas que se incluyeron en el cuarto (publicado en 1973 y grabado mayoritariamente por la siguiente formación). También hicieron el espectáculo América negra  en teatros, con canciones de corte espiritual, del que tenían planeado realizar un álbum, proyecto truncado tras el abandono del grupo de  Estíbaliz y Sergio Blanco, pareja sentimental que en 1973 hicieron dúo, y el hermano de este, Rafael,  y que se quedó en un sencillo con los temas «Hold on» y «Were you there», que no aparecieron en ningún álbum, y en una canción, «Nobody knows the trouble I've seen», que publicada en 1974 por los seis históricos.

### 1973-1984: Los seis históricos (Festival de la Canción de Eurovisión 1973)
- Amaya Uranga
- Izaskun Uranga
- Roberto Uranga
- Javier Garay
- José Ipiña
- Carlos Zubiaga

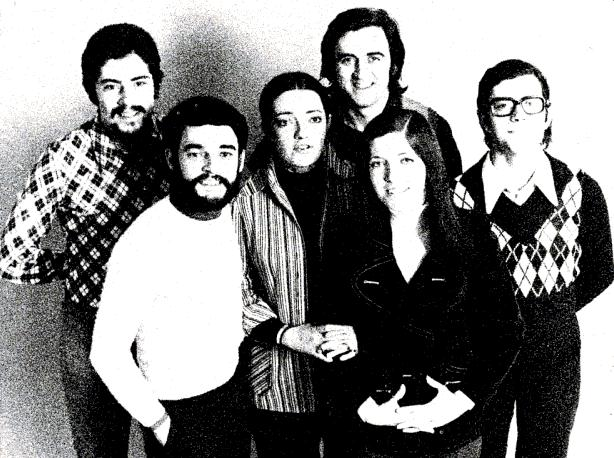
Foto de los seis históricos en un n.º de 1973 de la revista Billboard. De izquierda a derecha: José Ipiña, Roberto Uranga, Amaya Uranga, Carlos Zubiaga, Izaskun Uranga y Javier Garay.

En 1972 dejaron el grupo Estíbaliz y los dos hermanos Blanco, y volvió José Ipiña junto con un nuevo integrante, Carlos Zubiaga, el primer miembro no perteneciente a Voces y Guitarras, que había pertenecido a Los Mitos y Los Famélicos. A esta formación, la más longeva y la que consiguió los mayores éxitos, publicando doce discos en estudio y uno en directo, y acudiendo a los festivales de Eurovision y Sanremo, se les llama «Los seis históricos».
En el primer disco grabado por los seis, Mocedades 4 (o Eres tú), de 1973, tres temas habían sido grabados en 1972 por la formación de siete miembros del disco anterior, mezclados con temas de los seis intérpretes posteriores, aunque en la carátula solo aparecían los seis históricos.
Ocasionalmente, en sustitución de Izaskun, cuando se encontraba dando a luz a su hija en 1978 y después por enfermedad en 1982, la sustituyó su hermana Idoia Uranga, en 1978 en las galas y conciertos y en 1982 grabando con los demás la mayoría de las canciones del disco Amor de hombre incluyendo una como solista principal, «Necesitando tu amor». En dos ocasiones, Roberto no pudo actuar con los demás y lo sustituyó su hermano Javier la primera y el guitarrista de la banda, Fabián, la segunda, que se hizo más tarde arreglista del grupo, y en una gira Javier cayó enfermo y el grupo tuvo que actuar sin él.
En la etapa de los seis históricos, se distinguen dos fases claramente diferenciadas, una entre 1973 y 1980, cuando grabaron para la discográfica Zafiro y su productor y compositor de la mayoría de sus temas era Juan Carlos Calderón (ellos se referían a él como «el séptimo Mocedades»). En esta etapa predominaron las baladas muchas veces interpretadas por Amaya como solista, y la canción melódica. La otra etapa se inició en 1981 cuando rompieron con Zafiro y ficharon con CBS, y dejaron de trabajar con Calderón, siendo el pico de mayor éxito en esta etapa el disco Amor de hombre de 1982. En esta etapa, sin abandonar la canción melódica, recibieron composiciones más heterogéneas y variadas, realizaron más versiones al castellano de temas en inglés, e incluso realizaron la banda sonora de una serie de animación española, La vuelta al mundo de Willy Fog, en 1984.

### 1984-1989: Amaya Uranga abandona y entra una nueva solista
- Izaskun Uranga
- Roberto Uranga
- Javier Garay
- José Ipiña
- Carlos Zubiaga
- Ana Bejerano

En 1984, Amaya abandonó el grupo con la idea de dejar la música, aunque más tarde iniciaría una carrera en solitario. Fue despedida en una gran gira, tras la cual el grupo buscó sustituta. Hasta ese momento, los cinco componentes que quedaban grabaron en 1985 un tema con Sergio y Estíbaliz titulado Lluvia de plata para el disco Cuidado con la noche de Sergio y Estíbaliz.
Después, entró Ana Bejerano, joven maestra de Guecho, presentada en otro dueto, esta vez con José Luis Perales, titulado Ay, amor. La nueva formación realizó dos discos más, en 1986 y 1987, en el que se repitió mayoritariamente el esquema de solista femenina (Ana) y acompañamiento coral que tanto éxito les había dado con Amaya en la etapa anterior. Pero las comparaciones con esta última iniciarían la decadencia mediática de la formación a partir de este periodo, lo que obligó al grupo a reinventarse. En 1989, Carlos Zubiaga abandona la formación para dedicarse a tareas de producción y arreglos. Meses más tarde, ya en 1990, José Ipiña también decide abandonar el grupo.

### 1990-1993:ÍntimamenteyLas Mil y una Américas
- Izaskun Uranga
- Roberto Uranga
- Javier Garay
- Ana Bejerano
- Iñaki Uranga

En 1990, Iñaki Uranga, otro de los hermanos Uranga más jóvenes, se incorpora a la formación. Juntos grabarán un disco más, Íntimamente, en el que recuperan sus raíces folk versionando al castellano temas clásicos del género. También recuperan el estilo coral de los primeros años, abandonando el estilo "solista femenina y coro" de la etapa anterior, y trabajando a partir de este momento, como en los inicios, como un grupo coral en el que todos sus miembros tienen la misma importancia y participación en las canciones. Comienza a ser común a partir de ahora, pues, que todos los componentes sean protagonistas en al menos una de las canciones, y que siempre haya canciones en las que participen todos por igual.

### 1993-1996: Los históricos dejan de ser mayoría en la formación
- Izaskun Uranga
- Javier Garay
- Inés Rangil
- José García
- Íñigo Zubizarreta

En 1993, Ana Bejerano abandona la formación, y lo mismo hace Iñaki Uranga, este último para incorporarse al recién creado grupo El Consorcio. En su lugar entran Inés Rangil, la única componente del grupo en toda su historia no perteneciente al País Vasco, e Íñigo Zubizarreta. El contrato con Sony Music (antigua CBS), expira, y mientras buscan compañía, Roberto Uranga también abandona la formación, entrando en su lugar José García. Desde este momento, sólo quedan dos de los seis históricos en el grupo, Izaskun Uranga y Javier Garay. Una vez configurada la nueva formación, y mientras en España se publica con gran éxito de ventas la Antología del grupo en CBS, Mocedades consiguen grabar en 1995 con la discográfica DiscMedi el disco Suave luz, que sería el último álbum del grupo en muchos años con canciones expresamente compuestas para ellos, y que no destacó en ventas.

### 1996-1999: Nueva etapa truncada por un accidente de Izaskun
- Izaskun Uranga
- Javier Garay
- Idoia Arteaga
- Arsenio Gutiérrez
- José Antonio Lasheras
- Fernando González

Poco después, en 1996, Inés deja el grupo para iniciar una carrera en solitario que no fructificó, entrando en su lugar Idoia Arteaga y Arsenio Gutiérrez, con lo que el grupo vuelve a ser un sexteto. Poco después, en el mismo año, abandonan Íñigo y José, que formarían un dúo, y que son remplazados por José Antonio Lasheras, antiguo batería de la banda que acompaña a Mocedades y compositor de algunas canciones del grupo como Dibujando amor, y Fernando González.
Así en 1997 grabaron para Walt Disney Productions un disco nuevo, Mocedades canta a Walt Disney, con versiones de célebres canciones de películas de Walt Disney. Para la ocasión volverían a trabajar con Juan Carlos Calderón, que ejercería de productor. Después de este, colaboraron en el segundo disco recopilatorio de Nino Bravo, cantando Mi tierra con el malogrado cantante valenciano.
También participan en varias galas televisivas, incluso intervenciones en televisión nacional, interpretando versiones en estudio de sus clásicos en voz de Idoia, como "Eres tú" o "Sobreviviremos" entre otros (aunque no llegarían a publicarlas).
Pero en 1999, Izaskun sufre un accidente de tráfico que le provoca una lesión en la espalda y la obliga a guardar un largo reposo. Esto provoca un receso en el grupo durante el cual Idoia Arteaga, Arsenio Gutiérrez y Fernando González abandonarían la formación, quedando los demás a la espera de la recuperación de Izaskun.

### 2001-2005: El regreso y nuevos proyectos
- Izaskun Uranga
- Javier Garay
- José Antonio Lasheras
- Luis Hornedo
- Iratxe Martínez de Arenaza

Una vez recuperada Izaskun, el grupo se recompone y entran Luis Hornedo e Iratxe Martínez de Arenaza, con lo que el grupo vuelve a ser, y ya por muchos años, un quinteto. En esta etapa, el grupo se promociona por Internet y realiza numerosas giras en directo por España y Latinoamérica, realizando también actuaciones en algunas televisiones autonómicas. Graban algunas maquetas con temas de Los Beatles, pero no logran publicarlas. A partir de esta etapa, además, se recrudece la competencia con El Consorcio, que empiezan a interpretar temas de Mocedades en directo e incluso en disco, lo que provoca confusiones y la idea de que Mocedades ha desaparecido, y que El Consorcio es la única formación existente.

### 2005-2013: Se publica nuevo disco del grupo diez años después
- Izaskun Uranga
- Javier Garay
- Luis Hornedo
- Fernando González
- Rosa Rodríguez

A principios de 2005, Iratxe decide dejar la música, y es sustituida por Rosa Rodríguez. Pero 2005 resultará ser un año negro para Mocedades, ya que en el mismo año fallecen tres componentes de distintas etapas del grupo: Rafael Blanco, de la primera época, Roberto Uranga, uno de los seis históricos, y José Antonio Lasheras, que aún estaba en activo en la formación y que de los no históricos era el miembro más longevo hasta la fecha. Para cubrir su desaparición, regresaría, en principio temporalmente y sólo para la gira que el grupo realizaba en México en ese momento, Fernando González, aunque acabaría quedándose 8 años. En 2007, Mocedades graba Mocedades canta a Juan Luis Guerra, con canciones del renombrado cantautor dominicano. Este disco sólo se publicaría en Latinoamérica, siendo el único de la formación que permanece inédito en España.
En 2010, Fernando González abandona momentáneamente el grupo, y en la gira que realizan por Estados Unidos, es reemplazado por Edorta Aiartzagüena. Tras la gira, meses más tarde, Fernando regresa a la formación y Edorta la abandona. De esta forma, el grupo sigue con su carrera de actuaciones en directo por España y América. El mismo año, el grupo recibió en Estados Unidos el premio Máximo orgullo hispánico, y por ello, en el estado de Nevada, se declara el Día oficial de Mocedades todos los 16 de mayo.
En junio de 2012, Mocedades estrena en iTunes dos sencillos, adelanto de la publicación del que iba a ser su siguiente álbum. Estos sencillos son El diluvio universal y Fue mentira, que constituyen los dos primeros temas inéditos del grupo desde 1995. Previo a ello, Mocedades participa de la Teletón Chilena, aprovechando un viaje a Chile que tenían planeado para un concierto realizado al día siguiente del mencionado evento.
Pero el proyecto del álbum queda en suspenso cuando, a principios de 2013, el grupo tiene que hacer un receso por problemas de salud de Izaskun, y Rosa y Fernando inician un nuevo proyecto musical junto a Amaya Saizar de refundar Trigo Limpio con el nombre Trigo Limpio Nueva Era, que por problemas legales pasará a llamarse Nueva Era, en la que también participa José García, de la formación del disco Suave luz de 1995.

### 2013-2014: Marcha de Rosa y Fernando y fin de la formación única
- Izaskun Uranga
- Javier Garay
- Luis Hornedo
- Begoña Costa
- Aitor Melgosa

Tras la marcha de Rosa y Fernando, en abril de 2013 anuncian el ingreso en el grupo de dos nuevos integrantes, Begoña Costa y Aitor Melgosa. El 4 de mayo del mismo año, Mocedades reinicia su gira en México con una serie de conciertos dedicados a la madre. Continúan los conciertos a lo largo de todo 2013 hasta mayo de 2014, cuando se produce el cisma que acabó con la formación única de Mocedades y provocó su división en dos formaciones independientes.

## Formaciones tras la división de 2014
En mayo de 2014, se produce un cisma entre los dos históricos del grupo. Izaskun desea readmitir a miembros que se marcharon en 2013, a lo que se niega Javier, pues representaría la marcha de los miembros que entraron en su lugar y porque "no podía pasar por alto lo que ocurrió a principios de 2013". Esto provoca que Izaskun decida separarse de Javier y el resto de componentes y, con el nombre Mocedades, continuar con el grupo por su cuenta. Según la Oficina Española de Patentes y Marcas, el nombre Mocedades está registrado por los 6 históricos, Izaskun, Javier, Amaya, Roberto, José y Carlos, lo que significa que los cinco que quedan con vida (Roberto falleció en 2005) tienen el nombre registrado. Esto significa que tanto Izaskun como Javier tienen derecho a usar el nombre Mocedades, y por lo tanto las dos formaciones surgidas en 2014 tienen la misma oficialidad legal.

### Formación de Izaskun

#### Junio-agosto de 2014
- Izaskun Uranga
- Fernando González
- Rosa Rodríguez
- Arsenio Gutiérrez
- José María Santamaría

#### Agosto de 2014-2015
- Izaskun Uranga
- Fernando González
- Rosa Rodríguez
- José María Santamaría
- José María Cortés

Izaskun organizó su grupo con Rosa, miembro de la formación única entre 2005 y 2013, y Fernando, miembro de 1996 a 1999 y de 2005 a 2013. A ellos se añadieron Arsenio Gutiérrez, que perteneció a la formación entre 1996 y 1999, y debutó un nuevo componente, José María Santamaría, procedente del fallido Trigo Limpio Nueva Era y excomponente del Trigo Limpio original. La nueva formación debuta en junio de 2014 en un concierto en León, comienzo de una serie de conciertos por España. Finalizado el verano, Arsenio Gutiérrez abandona la formación, siendo sustituido por José María Cortés.

#### Agosto de 2015 - enero de 2021
- Izaskun Uranga
- Fernando González
- Rosa Rodríguez
- José María Santamaría
- José Miguel González

En 2015 abandona la formación José María Cortés y entra en la formación el mánager del grupo, José Miguel González.

#### Febrero - septiembre de 2021
- Izaskun Uranga
- Rosa Rodríguez
- José María Santamaría
- José Miguel González
- Idoia Uranga
- Nando González

Tras más de 20 años se produce la baja de Fernando González y entra en el grupo un veterano como Nando González, con dos discos en solitario y mucha experiencia en musicales. Además, Idoia Uranga se incorpora definitivamente, pasando a ser de nuevo sexteto.

#### Desde septiembre de 2021
- Izaskun Uranga
- Rosa Rodríguez
- José María Santamaría
- José Miguel González
- Idoia Uranga
- Toni Menguiano

Se incorpora Toni Menguiano, como nueva voz masculina del grupo
En 2023 Mocedades fue reconocido con el premio Estrellas del Siglo.

### Formación de Javier

#### Junio de 2014 - noviembre de 2018
- Javier Garay
- Luis Hornedo
- Begoña Costa
- Aitor Melgosa
- Icíar Ibarrondo

Por su parte, los miembros de Mocedades que siguieron al lado de Javier Garay, que son de la última formación única, continuaron con una nueva voz, la de Iciar Ibarrondo, y en 2014 grabaron "Andar, amar... Grandes éxitos, vol. I", que salió a la venta en abril de 2015 e incluye nuevas versiones de los grandes éxitos de Mocedades. En la web adelantaron el sencillo con la nueva versión de Quién te cantará ‘’. Además, han realizado diversos conciertos por la geografía española e Hispanoamérica.

#### Diciembre de 2018 - enero de 2022
- Javier Garay
- Luis Hornedo
- Aitor Melgosa
- Icíar Ibarrondo
- Ana Bejerano

El 2 de enero de 2022 fallece Ana Bejerano a la edad de 60 años.

#### Desde enero de 2022
- Javier Garay
- Luis Hornedo
- Aitor Melgosa
- Icíar Ibarrondo
- Belén Esteve

## Otras formaciones relacionadas con Mocedades
- El Consorcio: grupo formado en 1993 por Amaya Uranga, Carlos Zubiaga, Sergio Blanco, Estíbaliz Uranga e Iñaki Uranga, y que prolongan su carrera hasta la actualidad.
- Fínifes: grupo en el que militaba Javier Garay antes de entrar en Mocedades y Luis Hornedo.
- Espectros: grupo en el que militó Javier Garay después de Fínifes y antes de Mocedades.
- Los Mitos: grupo en el que militaba Carlos Zubiaga antes de entrar en Mocedades. Su tema más famoso se titula Es muy fácil.
- Sergio y Estíbaliz: dúo formado en 1973 por Sergio Blanco y Estíbaliz Uranga tras su marcha de Mocedades, que en 1993 se integraron en El Consorcio.
- Txarango: grupo formado en 1996 por Roberto Uranga, José Ipiña, Ana Bejerano, y Amaya y Javier Saizar. Tras unos años cambió su composición dando lugar a Txarango Trío.
- Txarango Trío, trío descendiente de Txarango, pero solo con José Ipiña y Ana Bejerano junto con un guitarrista de nombre Luis.
- Azkenean bakarrik: dúo formado en 1996 por José García e Iñigo Zubizarreta tras su salida de Mocedades.
- Trigo Limpio (Nueva Era): Grupo formado por Amaia Saizar, Javier Saizar, Rosa Rodríguez, José Fernando González y José Miguel García Linaje.
- Nueva Era: Grupo surgido del anterior que cambió su nombre por problemas legales, y en el que Amaia fue sustituida por otro exmiembro de Mocedades, Ana Bejerano. Se disolvieron cuando tres de sus miembros se integraron en la formación de Mocedades de Izaskun en 2014.
- Bohemia: Grupo al que pertenecía Iciar Ibarrondo, miembro del Mocedades de Javier Garay desde 2014, que representó a España en el Festival de la OTI 1984.
- Te mamas y t'empapas: Formación musical en la que milita Iñaki Uranga compaginándola con sus últimos años en El Consorcio.

### Excomponentes del grupo en solitario
- Amaya Uranga: la intérprete más famosa de Mocedades, tras abandonar el grupo en 1984, inició una carrera en solitario sin demasiado éxito, compuesta por cuatro discos, y que concluyó cuando se incorporó al grupo El Consorcio
- Iñaki Uranga: antes de entrar en Mocedades, Iñaki Uranga tuvo una corta carrera en solitario de tres discos durante los ochenta, en el primero de ellos con coros de sus hermanos Amaya, Izaskun, Estibaliz y Roberto. Después se incorporó a Mocedades entre 1989 y 1993, y abandonó el grupo para incorporarse a El Consorcio.
- Inés Rangil: tras abandonar Mocedades en 1996, intentó lanzarse en solitario, presentándose al Festival de Benidorm de aquel año, pero no tuvo suerte.
- Rosa Rodríguez: después de abandonar Mocedades y tras el fracaso de Trigo Limpio Nueva Era, hizo una breve carrera en solitario lanzando un disco, "Lágrimas", grabado en Querétaro, México y donde realizó algunos conciertos,[19] antes de volver a la formación de Mocedades liderada por Izaskun.

## Discografía

### Formación original única

#### Álbumes originales
- 1969: Mocedades (también llamado Mocedades 1 o Pange Lingua)
- 1970: Mocedades (también llamado Mocedades 2 o Más allá)
- 1971: Mocedades (también llamado Mocedades 3 u Otoño)
- 1973: Mocedades (también llamado Mocedades 4 o Eres tú)
- 1974: Mocedades 5
- 1975: La otra España
- 1976: El color de tu mirada
- 1977: Mocedades 8
- 1978: Kantaldia
- 1978: Mocedades 10
- 1980: Amor
- 1981: Desde que tú te has ido
- 1982: Amor de hombre
- 1983: La música
- 1984: La vuelta al mundo de Willy Fog (banda sonora de la serie de dibujos animados de mismo nombre)
- 1985: 15 años de música (disco en directo)
- 1986: Colores
- 1987: Sobreviviremos
- 1992: Íntimamente
- 1995: Suave luz
- 1997: Mocedades canta a Walt Disney
- 2007: Mocedades canta a Juan Luis Guerra

#### Sencillos
Los siguientes son todos los sencillos editados por el grupo a lo largo de su trayectoria. Cabe mencionar que los últimos dos álbumes del grupo no tienen sencillos.
- 1969: Áridos campos / Take my hand
- 1969: Pange lingua / Viejo Marino
- 1969: El arriero / Donna Donna
- 1970: The cotton picker's song / Oi Pello, Pello
- 1970: Más allá / Let it be
- 1971: Make love, no war / Esta noche ha llovido
- 1971: Otoño / My bonnie
- 1971: San Francisco / He's mine
- 1972: Hold On / Were you there
- 1972: Rin, ron / Yesterday
- 1973: Addio amor (Festival de San Remo 1973)
- 1973: Eres tú/ Recuerdos de mocedad
- 1973: Das bist du / Si, si señor
- 1973: Eres tú / Dime señor
- 1973: Viva noi / Eres tú
- 1973: C'est pour toi / Dime señor
- 1973: Touch the wind / Eres tú
- 1973: Zu zara / El arriero
- 1973: El vendedor / ¡Oh no!
- 1974: Sulla piaza del gran porto
- 1974: Tómame o déjame / Nobody knows
- 1974: Los amantes
- 1975: La otra España
- 1975: ¿Qué pasará mañana?
- 1975: Secretaria / Charango
- 1976: El color de tu mirada / El niño yuntero
- 1976: Que te me vas
- 1977: Sólo era un niño / La lola
- 1977: Nana / De puro mío tu cuerpo
- 1977: Si yo no fuera fiel / Como un hombre
- 1978: ¿Quién te cantará? / Todo
- 1978: La barca de oro
- 1978: No soy fuerte / Más allá
- 1978: Bienvenida campesina / Gracias amor
- 1979: Me siento seguro / Danny boy
- 1980: Amor / Acúnale
- 1980: Tú, ¿quién eres tú? / Can't buy my love
- 1980: El niño robot
- 1981: Otoño / Más allá (sencillo promocional en Rusia)
- 1981: Desde que tú te has ido / Poxa
- 1981: Cuando te miro / Andar, andar
- 1981: Como siempre / Un poco de amor
- 1982: Amor de hombre / La reina contra el as
- 1982: Le llamaban loca / Hoy sin ti
- 1982: ¿Dónde estás corazón? / Corazón de fiesta
- 1983: Maitechu mía / Lo creas o no
- 1983: Has perdido tu tren
- 1983: La vuelta al mundo de Willy Fog
- 1983: Amor Primero (colaboración con Patxi Andion)
- 1984: La música
- 1984: Pange Lingua/ Eres tú- en directo
- 1985: ¡Ay amor! (Colaboración con J. L. Perales)
- 1986: Las palabras / Primaveras
- 1986: Colores / Por las calles de Madrid
- 1986: Ana y Miguel
- 1987: Merece la pena
- 1987: Arió / ¿Quién más que yo?
- 1987: Sobreviviremos / Donde estés tú
- 1988: Recorrer el camino / Ramas de sauce llorón
- 1988: Tienes un amigo
- 1991: Las 1001 Américas / Volando tu imaginación
- 1992: Mr. Sandman
- 1995: Eres un recuerdo
- 1995: Vivir sin ti
- 2012: Fue mentira (publicación en formato digital)
- 2012: El diluvio universal (publicación en formato digital)

### Formación de Javier Garay

#### Álbumes
- 2015: Andar, amar... Grandes éxitos, vol. I

#### Sencillos
- 2015: ¿Quién te cantará? (nueva versión)
- 2015: Fue mentira (publicación en formato CD)
- 2021: Que no se acabe el mundo
- 2022: Eres tú (versión 50.º aniversario)
- 2023: Eres tú... mamá
- 2023: A pesar de todo... Feliz Navidad

### Formación de Izaskun Uranga

#### Álbumes
- 2016: 24 éxitos de antología en vivo
- 2018: Por amor a México
- 2019: Mocedades sinfónico
- 2019: Por amor a México (vol. 2)
- 2022: Infinito duets (volumen 1)[22]

#### Ep (Extended Play)
- 2022: Infinito Duets

#### Sencillos
- 2018: Quién te cantará
- 2018: Cielo Rojo (con Aída Cuevas)
- 2018: Eres tú (con J. Napoleon)
- 2019: El Vendedor
- 2019: No volvere
- 2022: Amor de hombre (con Gloria Trevi)
- 2022: donde estas corazón (Con Enmanuel )
- 2022: Sobreviviremos (Con Morat)
- 2022: Maitechu mia(con Il Divo)
- 2022: Quien te cantará ( Con David Bisbal)
- 2023: Eres tu ( Con Plácido Domingo)
- 2023 Venezuela ( Con Carlos Baute)
- 2023 Colombia Tierra Querida (con  Andrés Cepeda)
- 2023 Mi ciudad ( Con Edith Márquez )
- 2023 Gracias a la Vida (Con Myriam Hernández )
- 2024:Peregrina
- 2024: La Bikina (con Mariachi Vargas tecalitlán)
- 2025: Si tu me dices ven (con Rafael Basurto)
- 2025: Hoy (con Gian Marco)
- 2025:Tu ejemplo

## Documentales
El 1 de enero de 2004, se estrenó en ETB, Eres tú: de Mocedades al Consorcio, documental dirigido por Lorea Pérez de Albéniz y con guion de Laura Guillén.   El 19 de enero de 2025, se emitió en La 2 de TVE. 